# Qmail
qmail (algumas vezes incorrectamente escrito Qmail ) é um Agente de Transporte de e-mail (Mail Transfer Agent ou simplesmente MTA) que corre em Unix. Escrito por Dan J. Bernstein para ser mais seguro que o popular programa Sendmail. Apenas dois pequenos bugs foram encontrados no qmail desde a versão 1.0, e ainda existe um prémio de US$500 para a primeira pessoa que descobrir uma falha de segurança na última versão.